# Think Like a Man
Think Like a Man è un film del 2012 diretto da Tim Story, tratto dall'omonimo libro di Steve Harvey.
Nel 2014 è stato realizzato un sequel intitolato La guerra dei sessi - Think Like a Man Too, sempre la regia di Tim Story.

## Trama
La vita di quattro amici appassionati di basket subisce uno scossone quando scoprono che tutte le loro compagne hanno comperato lo stesso libro scritto da Steve Harvey, Act Like a Lady and Think Like a Man, e stanno cercando di rispettarne le regole. I quattro amici cercheranno di fare di tutto per volgere la situazione a loro favore.

## Successo commerciale
Think Like a Man ha incassato oltre 33,7 milioni di dollari durante il weekend di apertura, un risultato che ha messo fine alla corsa di quattro settimane di The Hunger Games al primo posto al botteghino degli Stati Uniti. Il film è rimasto in cima alla classifica durante la seconda settimana, accumulando ulteriori 17,6 milioni di dollari.
Al 24 giugno 2012, Think Like a Man ha guadagnato 91 547 205 dollari sia negli Stati Uniti che in Canada, insieme a 4 523 302 dollari in altri paesi, per un totale mondiale di 96 070 507 dollari su un budget di produzione di 12,5 milioni di dollari.

## Colonna sonora
La colonna sonora del film include le performance di numerosi artisti, tra cui Jennifer Hudson, John Legend, Ne-Yo, Future, Kelly Rowland, Rick Ross e Keri Hilson.

### Tracce
1. Jennifer Hudson, Ne-Yo e Rick Ross – Think Like a Man – 4:01 (Rick Ross, Ne-Yo, Harmony Samuels, Al Sherrod Lambert, Courtney Harrell, Eric Bellinger)
2. John Legend e Ludacris – Tonight (Best You Ever Had) – 3:59 (Allen Arthur, Christopher Bridges, Keith Justice, Miguel, Clayton Reilly, John Legend)
3. Kelly Rowland, Future e Bei Maejor – Need a Reason – 4:16 (Kelly Rowland, Lonny Bereal)
4. Marcus Canty – Won't Make a Fool Out of You – 4:13 (Christopher T. Stewart, Johnta Austin, Kenneth Coby)
5. Quadron – Baby Be Mine – 4:17 (Rod Temperton)
6. Earth, Wind & Fire – That's the Way of the World – 5:45 (Maurice White, Charles Stepney, Verdine White)
7. Keri Hilson – Freedom Ride – 3:43 (Keri Hilson, Arden Altino, Olivier Castelli, Akene Dunkley, Jerry Duplessis)
8. Billy Wes – Shake That Jelly – 3:15 (Patrizio Pigliapoco, Christopher "Tito JustMusic" Trujillo, William Wesson)
9. RaVaughn – Same Ole BS – 3:44 (Gamble and Huff, Philip Cornish, Eric "Cire" Crawford)
10. Brandon Hines – Fire – 3:47 (Brandon Hines, Antoine Harris)
11. Future – Motion Picture – 4:04 (Future, Gary Hall)
12. Luther Vandross – Never Too Much – 3:50 (Luther Vandross)